# Vuurzweep
Een vuurzweep is een stuk gereedschap dat door brandweerlieden wordt gebruikt bij de bestrijding van natuurbranden.
Het bestaat uit een steel, met daaraan in waaiervorm aangebrachte, verende, metalen strippen. Hiermee kan de grond worden omgewoeld, waarmee voorkomen wordt dat het smeulende vuur daar weer oplaait. Met de vuurzweep worden vegende bewegingen gemaakt. Men moet er niet mee slaan, daar door deze beweging namelijk extra zuurstof wordt toegevoegd.
Het gereedschap is vooral effectief bij beginnende natuurbranden.